# Брендли, Николь
Николь Брендли-Седун (нем. Nicole Brändli-Sedoun, род. 18 июня 1979, Люцерн) — швейцарская профессиональная велогонщица, выступавшая с 1996 по 2016 годы.

## Карьера
Первый успех в карьере Николь Брендли пришел в 1997 году, когда она завоевала серебряную медаль в групповой гонке на юниорском чемпионате мира.
В 2000 году Николь Брендли принимала участие в летних Олимпийских играх в Сиднее, где заняла 16-е место в групповой и 22-е место в индивидуальной гонке.
В 2001 году Николь Брендли одержала победу в индивидуальной гонке Чемпионата Европы в категории «гонщики до 23 лет» и завоевала серебряную медаль чемпионата мира в индивидуальной гонке.
В 2001, 2002 и 2003 годах она становилась чемпионкой Швейцарии в групповой гонке.
Николь Брендли — трёхкратная победительница Джиро д’Италия Донне (2001, 2003, 2005), заняла второе место в 2006 году.
В 2002 году она завоевала две серебряные медали чемпионата мира, в групповой и индивидуальной гонке.
В 2003 году она стала второй на Гранд Букль феминин.
В 2004 году она участвовала в летних Олимпийских играх в Афинах и заняла 38-е место в групповой гонке после аварии на предпоследнем круге.
На чемпионате мира 2006 года она заняла восьмое место в групповой гонке. В 2006 году на Гран-при Плуэ — Бретань за пятьдесят километров до финиша Николь Брендли ускорилась. Некоторое время за ней следовала Клаудия Хойслер, но за сорок километров до финиша, на подъёме Лезот, последняя сломалась, расплатившись за свои предыдущие усилия. Тем не менее, швейцарская гонщица сохранила отрыв около минуты до самого конца и в итоге победила.
В 2008 году Николь Брендли принимала участие в летних олимпийских играх в Пекине, где заняла 18-е место в групповой гонке
На Джиро Донне 2009 она выступала за команду Bigla вместе с Ноэми Кантеле. На первом этапе, который закончился подъёмом, она заняла шестое место. После индивидуальной гонки на втором этапе она была девятой в общем зачёте. На шестом этапе она вместе с Юдит Арндт, Марой Эббот и Клаудией Хойслер вошла в группу отрыва, которая имела более чем пятиминутное преимущество над преследователями. Она поднялась на четвёртое место в общем зачёте. Сход Юдит Арндт с дистанции на восьмом поднял Николь Брендли на третье место в генеральной классификации на этой Джиро д'Италия.
В 2010 году Брендли ушла из велоспорта, поскольку её команда Bigla лишилась профессионального статуса UCI-команды.
36-летняя спортсменка объявила о своем возвращении в ноябре 2015 года. Она подписала контракт на 2016 год с итальянской командой Servetto Footon, за которую также выступала её соотечественница Йоланда Нефф. Её заявленной целью было участие в Олимпийских играх в Рио-де-Жанейро, и её поддерживал бывший гонщик Мауро Джанетти. В итоге она не была отобрана на Игры, а запланированное участие в Джиро также не состоялось, после чего она завершила карьеру летом 2016 года.

## Достижения
2000
 Чемпионат Швейцарии — индивидуальная гонка
2-я на Туре Польши
2001
 Чемпионат Швейцарии — групповая гонка
Джиро Донне
Джиро ди Тоскана — Мемориал Микелы Фанини
генеральная классификация
1-й и 3-й этапы
Трофей Альфредо Бинды — коммуны Читтильо
 Чемпионат Европы — индивидуальная гонка U23
 Чемпионата мира — индивидуальная гонка
2002
 Чемпионат Швейцарии — групповая гонка
Вуэльта Кастилии и Леона
генеральная классификация
4-й этап
1-й этап Джиро дель Трентино-Альто-Адидже — Южный Тироль
11-й этап Гранд Букль феминин
 Чемпионата мира — групповая гонка
 Чемпионата мира — индивидуальная гонка
2003
 Чемпионат Швейцарии — групповая гонка
Джиро Донне
генеральная классификация
3-й этап
Грация Орлова
2-я на Гранд Букль феминин
2-я на Туре Берна
2004
Грация Орлова
Гран-при Ченто — Карневале д’Эуропа
2005
Джиро Донне
генеральная классификация
пролог, 1-й и 7-й этапы
Альбштадт-Фрауэн-Этаппенреннен
2-я на Джиро дель Трентино-Альто-Адидже — Южный Тироль
2006
Джиро Донне
2-я в генеральной классификации
1-й этап
Гран-при Плуэ — Бретань
2-я на Джиро дель Трентино-Альто-Адидже — Южный Тироль
3-я на Эмакумин Бира
2007
Джиро Донне
2-я в генеральной классификации
5-й этап
Трофи д’Ор
2-я в генеральной классификации
2-й этап
3-я на Эмакумин Бира
2008
Гран-при Бриссаго — Лаго-Маджоре
2009
1-й этап Джиро ди Тоскана — Мемориал Микелы Фанини (командная гонка)
3-я на Джиро Донне
2016
3-я на Туре острова Чжоушань

### Статистика выступления наГранд-турах
| Гонка / Год          | 1998           | 1999           | 2000           | 2001           | 2002           | 2003           | 2004           | 2005           | 2006 | 2007 | 2008 | 2009 |
| -------------------- | -------------- | -------------- | -------------- | -------------- | -------------- | -------------- | -------------- | -------------- | ---- | ---- | ---- | ---- |
| Джиро Донне          | 25             | 10             | 6              | 2              | DNF            | 1              | 13             | 1              | 2    | 2    | 5    | 3    |
| Гранд Букль феминин  | —              | —              | —              | DNF            | 5              | 2              | —              | —              | —    | —    | —    | —    |
| Тур де л'Од феминин  | —              | —              | —              | —              | —              | —              | DNF            | —              | —    | 4    | —    | —    |
| Рут де Франс феминин | не проводилась | не проводилась | не проводилась | не проводилась | не проводилась | не проводилась | не проводилась | не проводилась | 6    | —    | —    | —    |

### Международные соревнования
|                                         | 2000 | 2001 | 2002 | 2003 | 2004 | 2005 | 2006 | 2008 | 2009 |
| --------------------------------------- | ---- | ---- | ---- | ---- | ---- | ---- | ---- | ---- | ---- |
| Чемпионат мира по шоссейному велоспорту |      |      |      |      |      |      |      |      |      |
| групповая гонка                         |      | 6    | 2    |      | 6    | 19   | 8    |      | 8    |
| индивидуальная гонка                    |      | 2    | 2    | 27   |      | 15   | 13   |      |      |
| Олимпийские игры                        |      |      |      |      |      |      |      |      |      |
| групповая гонка                         | 16   |      |      |      | 38   |      |      | 18   |      |
| индивидуальная гонка                    | 22   |      |      |      |      |      |      |      |      |

## Рейтинги
| Год                 | 1997 | 1998 | 1999 | 2000 | 2001 | 2002 | 2003 | 2004 | 2005 | 2006 | 2007 | 2008 | 2009 | 2010 | 2011 | 2012 | 2013 | 2014 | 2015 | 2016  |
| ------------------- | ---- | ---- | ---- | ---- | ---- | ---- | ---- | ---- | ---- | ---- | ---- | ---- | ---- | ---- | ---- | ---- | ---- | ---- | ---- | ----- |
| Мировой рейтинг UCI | 79-й | 70-й | 47-й | 33-й | 5-й  | 3-й  | 11-й | 24-й | 8-й  | 7-й  | 19-й | 34-й | 28-й | -    | -    | -    | -    | -    | -    | 200-й |
|                     |      |      |      |      |      |      |      |      |      |      |      |      |      |      |      |      |      |      |      |       |
| Источник: UCI       |      |      |      |      |      |      |      |      |      |      |      |      |      |      |      |      |      |      |      |       |

## Личная жизнь
Николь Брендли была замужем за бывшим российским велогонщиком, Дмитрием Седуном. У неё есть сын.

## Награды
- Серебряный приз велоклуба Мендризио[итал.] в 2001 году.
- 6 мая 2017 года, накануне Гран-при Лугано, Брендли была награждена премией за достижения на протяжении всей своей карьеры[15].

### Комментарии
1. ↑  Изначально заняла второе место. После дисквалификации занявшей первое место Стагурской стала победительницей.